# Roosevelt (Washington)
Roosevelt és una concentració de població designada pel cens dels Estats Units a l'estat de Washington. Segons el cens del 2000 tenia 79 habitants.

## Demografia
Segons el cens del 2000, Roosevelt tenia 79 habitants, 33 habitatges, i 20 famílies. La densitat de població era de 7,9 habitants per km².
Dels 33 habitatges en un 27,3% hi vivien nens de menys de 18 anys, en un 54,5% hi vivien parelles casades, en un 0% dones solteres, i en un 36,4% no eren unitats familiars. En el 36,4% dels habitatges hi vivien persones soles el 12,1% de les quals corresponia a persones de 65 anys o més que vivien soles. El nombre mitjà de persones vivint en cada habitatge era de 2,39 i el nombre mitjà de persones que vivien en cada família era de 3,1.
Per edats la població es repartia de la següent manera: un 24,1% tenia menys de 18 anys, un 8,9% entre 18 i 24, un 15,2% entre 25 i 44, un 35,4% de 45 a 60 i un 16,5% 65 anys o més.
L'edat mediana era de 45 anys. Per cada 100 dones de 18 o més anys hi havia 114,3 homes.
La renda mediana per habitatge era de 45.694 $ i la renda mediana per família de 46.250 $. Els homes tenien una renda mediana de 38.750 $ mentre que les dones 0 $. La renda per capita de la població era d'11.083 $. Cap de les famílies estaven per davall del llindar de pobresa.

## Poblacions més properes
El següent diagrama mostra les poblacions més properes.